# Desmacellidae
Los desmacélidos (Desmacellidae) son una familia de esponjas marinas del orden Poecilosclerida.

## Distribución de sus géneros
El género Biemna se distribuye a lo largo del mundo, habita en el Sudeste Asiático, en las islas y en las costas pertenecientes a Reino Unido, en el Mar Caribe, al sur de la Argentina y cerca del Polo Sur, en Sudáfrica, en Australia, en el sur de la Península arábiga, en Hawái, en Egipto, cerca de Groenlandia y cerca de Madagascar y Tanzania.
El género Desmacella habita en el Mar Caribe, al sur de Brasil, en el sur occidente de Canadá, en los Balcanes, en Mauritania, en Cabo Verde, en Escandinavia, cerca de Gran Bretaña, en Mediterráneo francés, en el Sudeste Asiático, en Oceanía, en Sudáfrica y en Australia

## Géneros
- Biemna Gray, 1867
- Desmacella Schmidt, 1870
- Dragmatella Hallmann, 1917
- Microtylostylifer Dendy, 1924
- Neofibularia Hechtel, 1965
- Sigmaxinella Dendy, 1897